# Kraftwerk Alfredstal
Das Wasserkraftwerk Alfredstal in Obermarchtal wurde 1903 am Fuße der Prämonstratenserabtei Obermarchtal erbaut. Es diente ursprünglich der Energieerzeugung für eine Zementfabrik in Rechtenstein. Nachdem diese 1904 Konkurs gegangen und im selben Jahr abgebrannt war, erfolgte 1911 die Übernahme durch Alfred Kraemer, dem damaligen Inhaber der Holzstofffabrik in Rechtenstein. Heute wird es betrieben von der Wasserkraftwerk Alfredstal GbR und liefert jährlich eine elektrische Energie von ca. 2,5 Millionen Kilowattstunden. Das Wasserkraftwerk ist als technisches Kulturdenkmal eingestuft.

## Technik

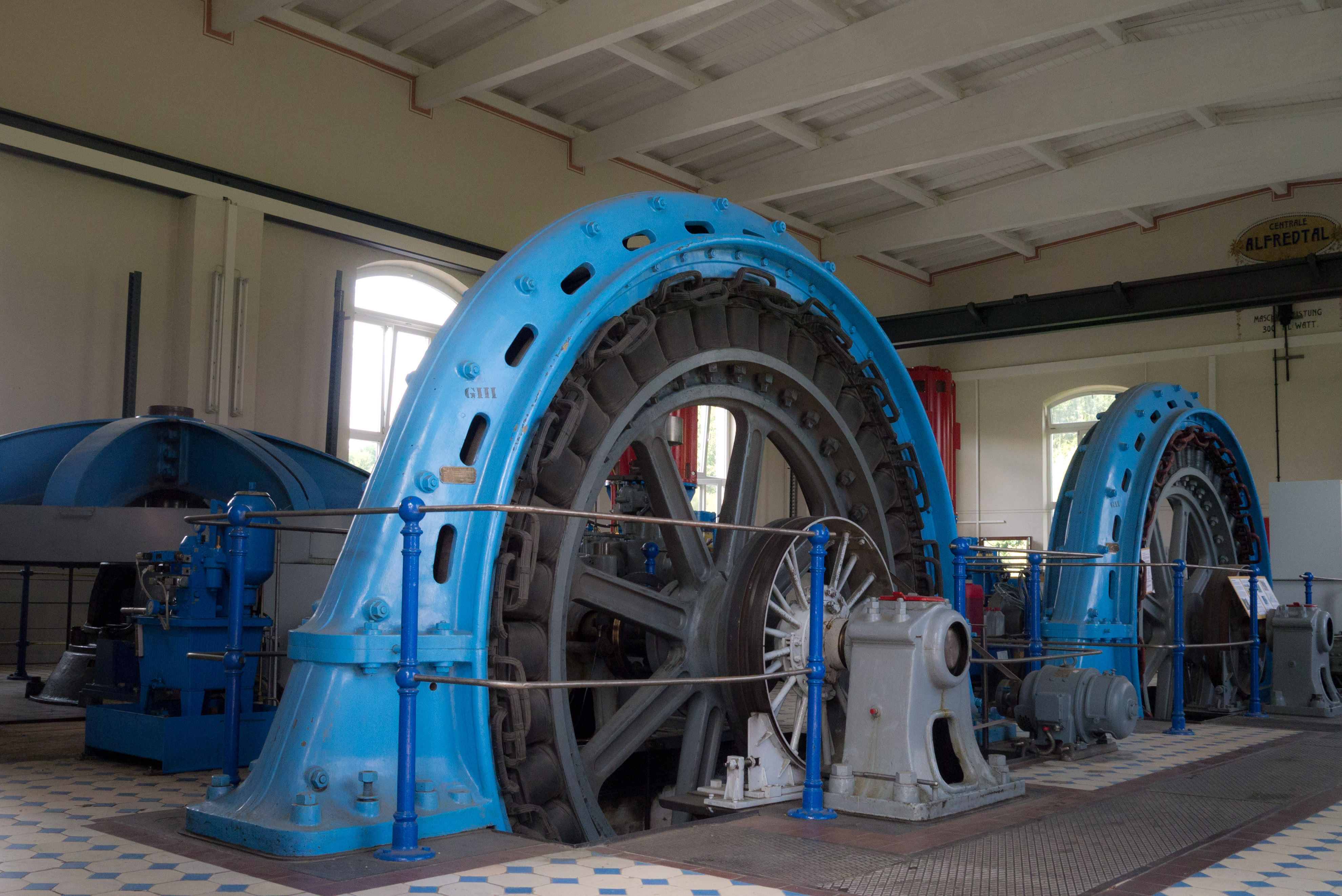
Innenansicht

Die Wasserkraftanlage beginnt an einem Streichwehr mit einer Länge von 95 Meter. Das Wasser fließt dann in einem etwa 800 Meter langen Kanal zum Kraftwerk. Ein Treibgutrechen in horizontaler Bauweise hält Geschwemmsel ab. Danach durchströmt das Wasser drei Francis-Turbinen mit einem Durchflussvermögen von jeweils etwa 9 m³/s. Die Fallhöhe beträgt bis zu drei Meter und die drei Synchron-Generatoren erzeugen insgesamt eine Leistung von bis zu 440 kW.  Ursprünglich wurde die Kraft der drei vertikalen Turbinenwellen über Holzkammräder auf die horizontalen Generatorwellen umgesetzt. Nach einem Schaden an zwei der drei Maschinen im Jahr 2004 wurden die zerstörten Maschinensätze modernisiert. Das Kraftwerk ist seit jeher inselbetriebsfähig, so dass bei einem Netzausfall Verbraucher weiterhin mit elektrischer Energie versorgt werden können.

## Ökologie
Als Umgehungsgewässer für Fische dient eine raue Rampe bei der Wehranlage.